# Bitterfeld

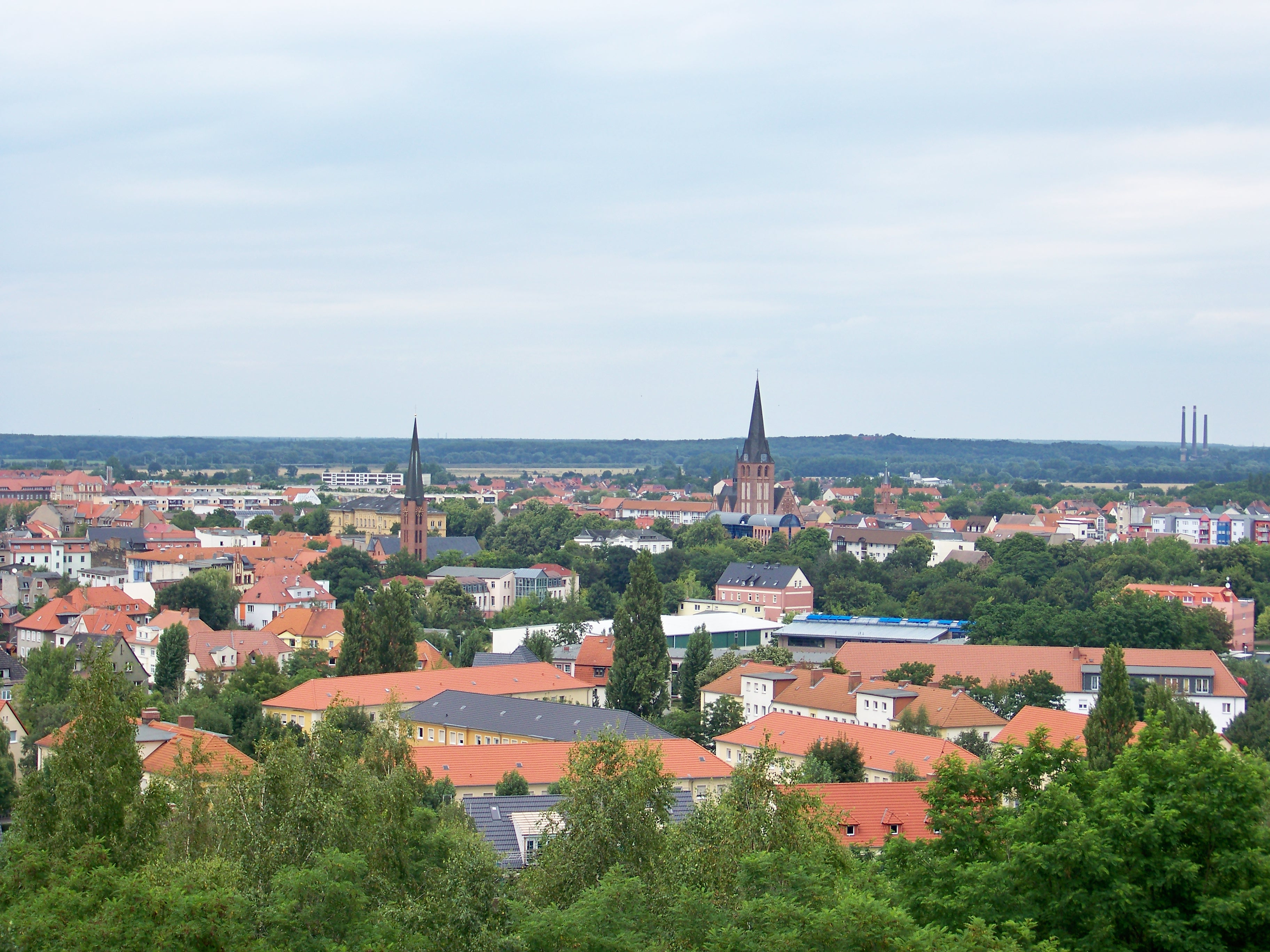
Bitterfeld vom Bitterfelder Bogen aus nördlich gesehen (Juli 2009)

Bitterfeld ist ein Stadtteil der Stadt Bitterfeld-Wolfen im Landkreis Anhalt-Bitterfeld in Sachsen-Anhalt und ein Zentrum der chemischen Industrie. Bis zum 30. Juni 2007 war Bitterfeld eine eigenständige Stadt und Kreisstadt des Landkreises Bitterfeld. Bitterfeld liegt etwa 25 km nordöstlich von Halle (Saale) und etwa 35 km nördlich von Leipzig. Östlich befindet sich der Muldestausee. Im Norden schließt sich der Ortsteil Wolfen und südöstlich der Stadt die Goitzsche mit dem Großen Goitzschesee an, ein Naturschutzgebiet mit 24 km² Wasserfläche.

## Klima

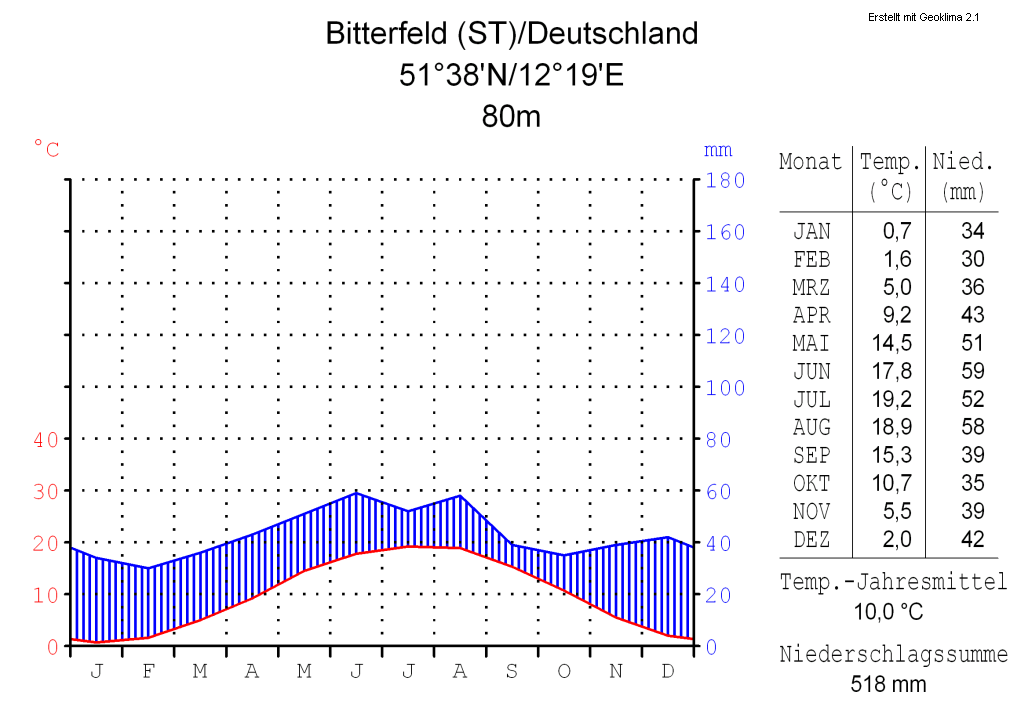
Klimadiagramm von Bitterfeld

Die durchschnittliche Lufttemperatur in Bitterfeld beträgt 10,0 °C, der Jahresniederschlag 516 Millimeter.
Er ist damit extrem niedrig, er fällt in das untere Zwanzigstel der in Deutschland erfassten Werte. Der trockenste Monat ist der Februar, die meisten Niederschläge fallen im Juni. Im Juni fällt doppelt so viel Niederschlag wie im Februar. Die Niederschläge variieren kaum und sind gleichmäßig über das Jahr verteilt.

## Geschichte
Die Herkunft des Namens ist unklar. Eine Annahme besagt, der Name rühre wahrscheinlich von einer zusätzlichen Bedeutung „sumpfig“ des mittelhochdeutschen Adjektivs bitter her und bedeute demnach „sumpfiges Land“.
Bitterfeld entwickelte sich aus mehreren Siedlungen, unter ihnen das relativ gut erforschte slawische Dorf Sernitzk, sowie einem Rittergut. Bereits vor der ersten urkundlichen Erwähnung am 28. Juni 1224 ließen sich in diesem Gebiet flämische Siedler und Fernkaufleute nieder, die ein Zusammenwachsen der verschiedenen Ortschaften begünstigten.
Die Stadt gehörte zunächst zur Grafschaft Brehna, die 1290 an das Herzogtum Sachsen-Wittenberg fiel. Das Herzogtum kam wiederum 1423 an die Markgrafschaft Meißen, aus dem sich das Kurfürstentum Sachsen entwickelte. In der Grenzlage zu den anhaltischen Fürstentümern und Brandenburg blieb das verkehrstechnisch schlecht angebundene Bitterfeld über das Mittelalter hinaus eine kleine Stadt, die von Handwerk und Landwirtschaft lebte, hauptsächlich Tuchmacher, Töpfer und Schuster, und von ihren Bierbrauereien.
Im sächsischen Kurfürstentum war Bitterfeld Sitz des gleichnamigen Amts Bitterfeld, zu dem neben einigen Dörfern lediglich die Stadt Brehna gehörte.
Im Jahr 1621 hatte Bitterfeld eine Kippermünzstätte, in der unter Münzmeister Barthel Eckardt Interimsmünzen (Kippermünzen) geschlagen wurden. Das waren Kippergroschen- und Kreuzerstücke sowie Kipper-Schreckenberger. Im Dreißigjährigen Krieg wurde der Ort 1637 durch die Schweden geplündert.
Im Zuge des Wiener Kongresses wurde Bitterfeld der neugebildeten preußischen Provinz Sachsen zugeordnet und Sitz des Landratsamtes des Kreises Bitterfeld. Dieser Kreis vereinte die ehemals sächsischen Ämter Bitterfeld, Bad Düben, Gräfenhainichen und Zörbig.
Zu Beginn des 19. Jahrhunderts stagnierte die Wirtschaft, besonders die Tuchmacherei. Die handwerklich erzeugten Produkte konnten in Qualität und Masse nicht mit den bereits maschinell hergestellten Waren aus Großbritannien mithalten. In der Folge sank die Bevölkerung in Bitterfeld. Einen Wandel brachte der Anschluss an das Eisenbahnnetz ab 1857. Bitterfeld entwickelte sich zum Verkehrsknotenpunkt auf den Strecken Berlin – Halle und Magdeburg – Leipzig. Dadurch konnten die Braunkohle aus dem neu erschlossenen Bitterfelder Bergbaurevier sowie auf der Grundlage dieser Energiequelle vor Ort hergestellten Waren überregional vertrieben werden.
Bitterfeld entwickelte sich zu einem bedeutenden Industriestandort im Mitteldeutschen Industriegebiet. Parallel dazu veränderte sich die Landschaft in und um Bitterfeld: Durch die Förderung der Braunkohle im Tagebau entstanden viele „Gruben“. Teilweise wurden diese später mit Hausmüll verfüllt oder durch aufsteigendes Grundwasser als See genutzt. Bekannte Beispiele dafür sind die Goitzsche oder der als „Postgrube“ bezeichnete See bei Zscherndorf.

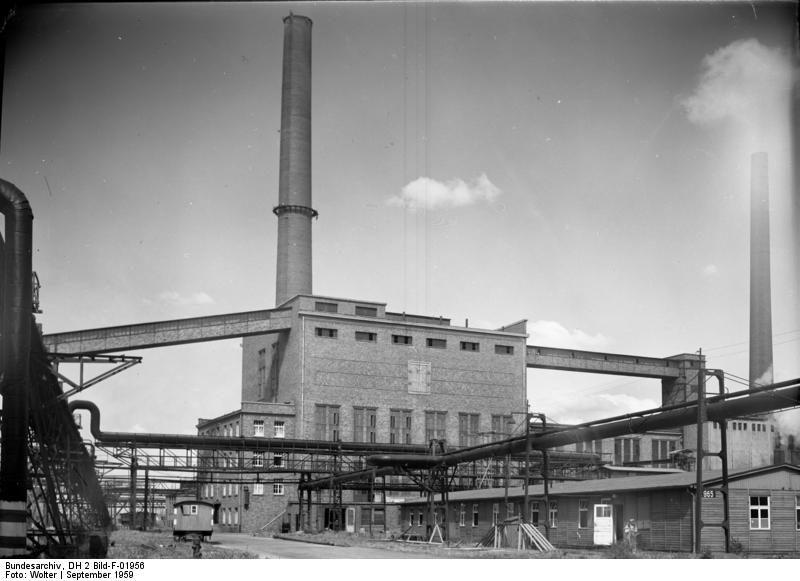
Elektrochemisches Kombinat (EKB), 1959

Vor dem Zweiten Weltkrieg war Bitterfeld ein modernes Industriezentrum, in dem auch kriegswichtige Substanzen hergestellt wurden. Zur Zeit des Nationalsozialismus mussten in Chemie- und Rüstungsbetrieben der Stadt bis 1945 mehrere hundert Kriegsgefangene sowie Frauen und Männer verschiedener Nationalität NS-Zwangsarbeit verrichten. In der Endphase der DDR wurde die Region zu einem Symbol für die marode Ausstattung der Wirtschaft und gefährlicher Umweltverschmutzung, da die Modernisierung der Industrieanlagen vernachlässigt wurde und so die Verschmutzung der Umwelt genauso weiterging wie zu Beginn des 20. Jahrhunderts. Die Akkumulation von Giften durch umweltzerstörendes Wirtschaften, vor allem auch während der zwei Weltkriege, hatte beträchtliche Schäden an der Umwelt zur Folge. In jenen Jahren trug die Stadt den wenig schmeichelhaften Titel „dreckigste Stadt Europas“. Ralf Herzig, der die Stadt 1987 besuchte, schrieb: „Wie durch einen speziellen Farbfilter betrachtet, lag eine monochrome, graubraungrünliche Lasur über Häusern, Landschaft und Fabriken.“
Bitterfeld gehört zu den wichtigsten Zentren vom Aufstand des 17. Juni. Am 17. Juni 1953 demonstrierten auf dem zentralen Platz der Jugend und der Binnengartenwiese bis zu 50.000 Menschen – mehr als Bitterfeld damals Einwohner zählte. Der Lehrer Wilhelm Fiebelkorn verlas ein Telegramm an die Regierung der DDR, in dem der sofortige Rücktritt der Regierung, freie Wahlen und die Freilassung politischer Gefangener gefordert wurden. Das Streikkomitee, dem der am 20. Juni als „Rädelsführer“ verhaftete Elektriker Paul Othma angehörte, setzte den Bürgermeister Heinz-Rudolf Strauch ab. Demonstranten besetzten die SED-Kreisleitung sowie das MfS-Gebäude und verlasen die Namen von Spitzeln.

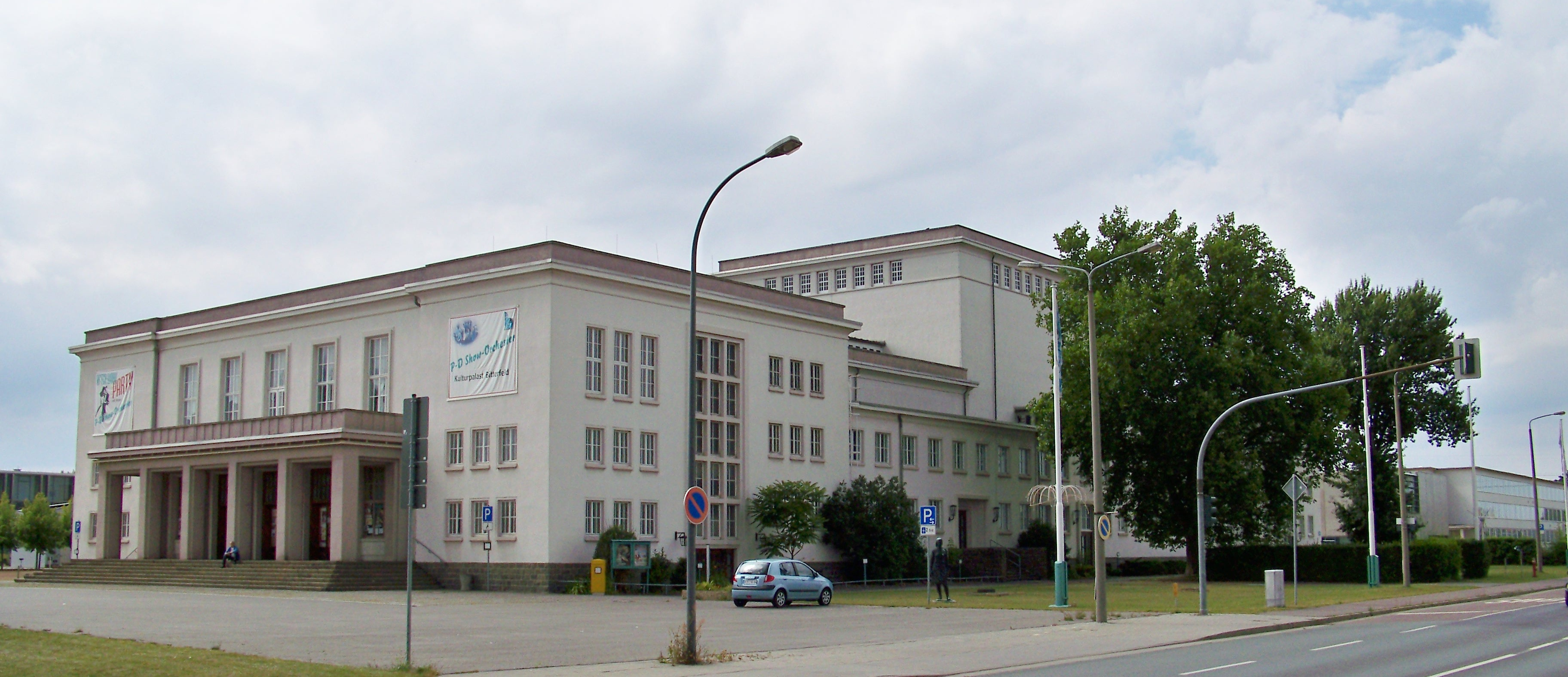
Der Kulturpalast Bitterfeld, 1952–54 im Stil des Neoklassizismus erbaut

Am 24. April 1959 fand die später als Bitterfelder Weg bezeichnete erste Autorenkonferenz des Mitteldeutschen Verlages im Kulturpalast des VEB Elektrochemisches Kombinat Bitterfeld statt, wo geklärt werden sollte, wie Werktätigen ein aktiver Zugang zu Kunst und Kultur ermöglicht werden kann. Die „vorhandene Trennung von Kunst und Leben“ und die „Entfremdung zwischen Künstler und Volk“ sollte überwunden werden. Eine zweite Konferenz folgte 1964.
Am 11. Juli 1968 wurde Bitterfeld von einem gewaltigen Explosionsunglück erschüttert. Im Chemiekombinat ereignete sich eine Detonation in der PVC-Halle. 42 der 57 Arbeiter in der Halle waren sofort tot, 200 Menschen mussten ärztlich versorgt werden. Weite Teile des Werks waren zerstört. Verantwortliche Betriebs- und Parteigremien waren bestrebt, dass dieses Ereignis nicht öffentlich bekannt wird, was auf Grund der Zerstörungen auch in der Stadt misslang. (→ Chemieunfall in Bitterfeld)
Zwischen 1974 und 1993 wurde in Bitterfeld Bernstein im Tagebau abgebaut, zunächst von Hand, ab 1976 maschinell.
Am 27. September 1988 machte das ARD-Magazin Kontraste auf die Umweltverschmutzung der Region, vor allem am Beispiel des Silbersees im benachbarten Ort Wolfen aufmerksam (die ORWO-Filmfabrik entsorgte in dieses Restloch des Tagebaus Grube Johannes diverse Abfälle) – mit dem Beitrag Bitteres aus Bitterfeld von Rainer Hällfritzsch, Ulrike Hemberger und Margit Miosga unter Mitarbeit von Hans Zimmermann aus Bitterfeld und Ulrich Neumann aus Ost-Berlin vom Grün-ökologischen Netzwerk Arche.
Nach der Friedlichen Revolution von 1989 folgten viele Industriestilllegungen. Menschen, Pflanzen und Natur konnten bildlich gesprochen wieder aufatmen. Einerseits führte der Wegfall vieler Arbeitsplätze zu enormer Arbeitslosigkeit, andererseits wurde mit milliardenschweren Rekultivierungsleistungen die Bergbaufolgelandschaft um Bitterfeld in eine Wald- und Seenlandschaft verwandelt, welche heute Ziel für Wanderer und Wassersportler ist. Stück für Stück kann beobachtet werden, wie die Natur ihre alten Narben überwächst. Monika Maron porträtierte in ihrem Roman Flugasche die äußerst schwierigen Produktionsbedingungen in Bitterfelder Chemiebetrieben und zeigte 30 Jahre später in ihrem Bericht Bitterfelder Bogen die Weiterentwicklung auf.
Trotz des industriellen und wirtschaftlichen Rückgangs ist Bitterfeld als Teil des „Mitteldeutschen Chemiedreiecks“ um Halle (Saale) und Leipzig mit dem neuen „Chemiepark“ (siehe unten) noch immer ein bedeutender Standort der chemischen Industrie. Im Jahr 2000 war Bitterfeld eine Korrespondenzregion der Expo 2000 in Hannover. Eines der noch heute sichtbaren Expo-Resultate ist das Berufsschulzentrum August von Parseval. Es wurde im Jahr 2000 der Nutzung übergeben.

## Städtefusion 2007
Bitterfeld ist am 1. Juli 2007 mit der Nachbarstadt Wolfen und den Gemeinden Greppin, Holzweißig und Thalheim zur neu gegründeten Stadt Bitterfeld-Wolfen zusammengelegt worden. Die Stadt Bitterfeld-Wolfen fusionierte planmäßig am 1. September 2009 mit Bobbau (laut Bürgeranhörung waren 54 Prozent der Einwohner Bobbaus gegen die Fusion mit Bitterfeld-Wolfen). Die Stadt Bitterfeld-Wolfen hatte Ende 2010 ca. 45.000 Einwohner und war damit die fünftgrößte Stadt Sachsen-Anhalts. Zudem schlossen sich im Zuge der Kreisreform der Landkreis Bitterfeld und der Landkreis Köthen mit großen Teilen des Landkreises Anhalt-Zerbst zum Landkreis Anhalt-Bitterfeld zusammen.

### Bitterfeld-Syndrom
Das Bitterfeld-Syndrom, welches in der Klassifizierung offiziell Altlastensyndrom genannt wird, bezeichnet eine anthropogen bedingte Bodendegradation durch lokale Kontamination, Abfallakkumulation und Altlasten. In Bitterfeld wurde dieses Syndrom erstmals in den 1990er-Jahren diagnostiziert. Die Ursachen für die starken Umweltprobleme in Bitterfeld lagen in der Ansiedelung von Chemieindustrie ohne ausreichende Umweltschutzmaßnahmen. Dies führt zu ökologischen Störungen und erhöhten Gesundheitsgefährdungen bei Menschen. Das Bitterfeld-Syndrom wurde auch für die Regionen Cubatão (Brasilien), das Donezbecken (Ukraine), Kattowitz (Polen), Wallonien (Belgien), Manchester-Liverpool-Birmingham (Großbritannien), Seveso (Italien), Bhopal (Indien), Hanford und Pittsburgh (USA) beschrieben.

### Einwohnerentwicklung

Einwohnerentwicklung von 1840 bis 2017

| Datum      | Einwohner  | Datum      | Einwohner |
| ---------- | ---------- | ---------- | --------- |
| 31.12.1814 | rund 2.000 | 31.12.1960 | 31.687    |
| 31.12.1840 | 4.649      | 31.12.1981 | 22.199    |
| 31.12.1843 | 4.005      | 31.12.1984 | 21.279    |
| 31.12.1853 | 3.980      | 03.10.1990 | 18.099    |
| 31.12.1856 | 3.624      | 31.12.1995 | 16.868    |
| 31.12.1870 | 5.693      | 31.12.2000 | 16.507    |
| 31.12.1880 | 6.531      | 31.12.2001 | 16.237    |
| 31.12.1890 | 9.047      | 31.12.2002 | 15.985    |
| 31.12.1895 | 10.636     | 31.12.2003 | 15.798    |
| 31.12.1900 | 11.839     | 31.12.2004 | 15.755    |
| 31.12.1910 | 14.617     | 31.12.2005 | 15.728    |
| 31.12.1925 | 18.384     | 30.06.2006 | 15.709    |
| 31.12.1933 | 21.328     | 30.06.2017 | 15.125    |
| 31.12.1939 | 23.949     | 31.12.2021 | 14.448    |
| 29.10.1946 | 32.833     |            |           |
| 31.08.1950 | 32.814     |            |           |

## Politik

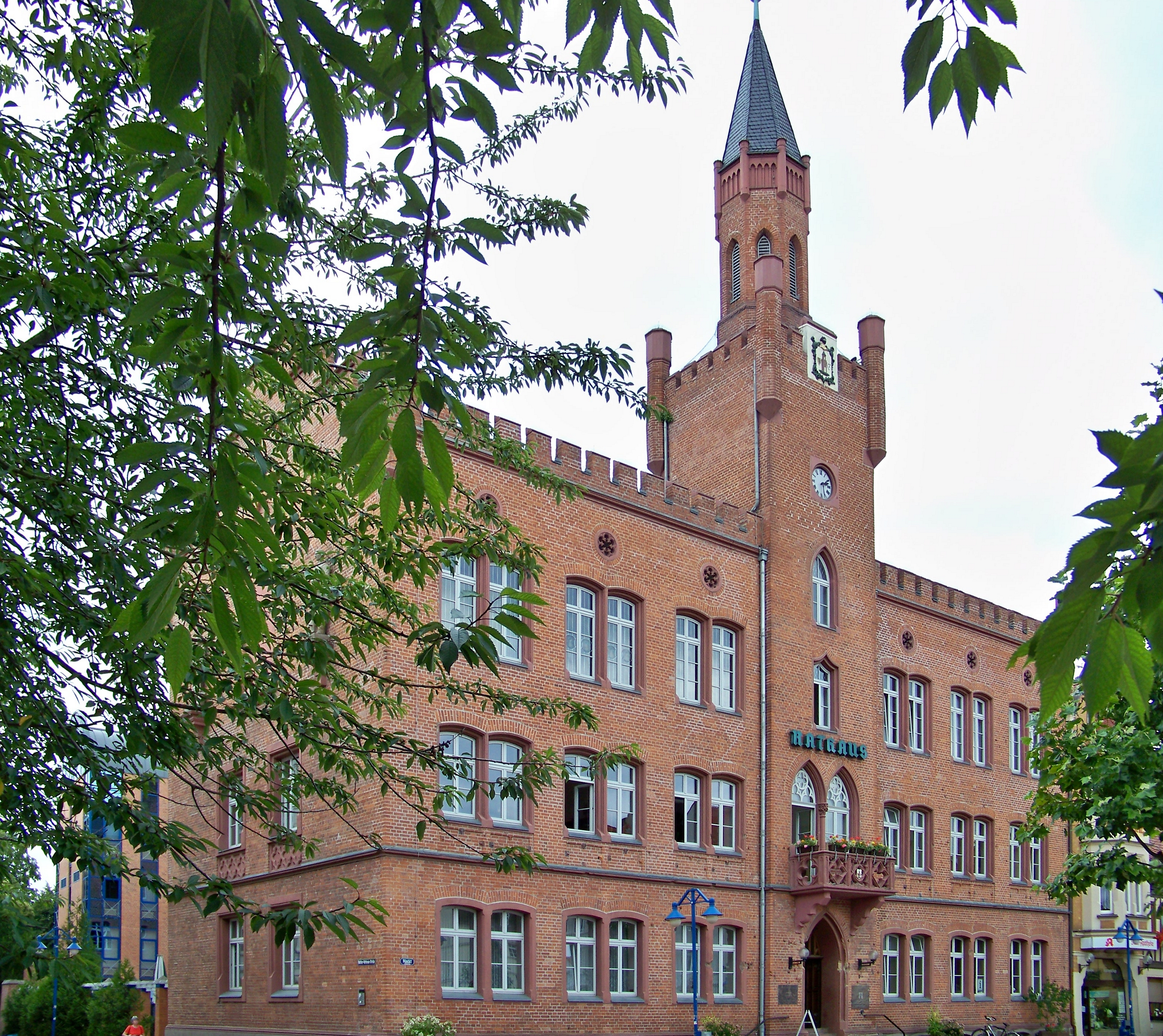
Rathaus

Bei der Landtagswahl in Sachsen-Anhalt 2016 erzielte die AfD im Wahlkreis 29 (Bitterfeld) mit 33,4 % der Erststimmen und 31,9 % der Zweitstimmen das landesweit beste Ergebnis.

### Städtepartnerschaften
Bitterfeld unterhält Städtepartnerschaften zu folgenden Städten:
- Marl in Nordrhein-Westfalen, seit 1991
- Dserschinsk (Russland), seit 1996
- Kamienna Góra (Polen), seit 2006
- Vierzon (Frankreich), seit 1959

### Ortschaftsrat
Der Ortschaftsrat des Ortsteils Bitterfeld hat 19 Sitze. Bei der letzten Wahl zum Ortschaftsrat am 26. Mai 2019 ergab sich bei einer Wahlbeteiligung von 41,30 % folgende Sitzverteilung:
| CDU               | 4 Sitze |
| AfD               | 5 Sitze |
| Die Linke         | 3 Sitze |
| SPD               | 1 Sitz  |
| GRÜNE             | 1 Sitz  |
| FDP               | 1 Sitz  |
| Wählerliste Sport | 3 Sitze |
| Pro Bitterfeld    | 1 Sitz  |

### Flagge
Die Flagge ist Rot-Weiß gestreift. Das Stadtwappen ist mittig auf die Flagge aufgelegt.

### Wappen
Das Wappen wurde am 14. Februar 2000 durch das Regierungspräsidium Dessau genehmigt und im Landeshauptarchiv Magdeburg unter der Wappenrollennummer 4/2000 registriert. Blasonierung: „In Silber auf gewölbtem grünen Schildgrund ein roter Rundturm mit grünem, rot bekreuztem Spitzdach und offenem Rundbogenfenster über offenem Rundbogentor; der Turm beseitet von je einem schwebenden Dreieckschild, rechts: neunmal von Schwarz über Gold geteilt, schrägrechts belegt mit einem grünen Rautenkranz (Sachsen), links: in Silber drei (2:1) rote Seeblätter (Grafen von Brehna)“. Das Wappen wurde vom Magdeburger Kommunalheraldiker Jörg Mantzsch neugestaltet.

## Kultur und Sehenswürdigkeiten

### Bauwerke
- „Fürstenherberge“ (1579), zweistöckiger, heute verputzter Fachwerkbau mit Renaissanceportal
- Rathaus (1863–1865), neugotischer Backsteinbau nach Entwurf von August Friedrich Ritter
- Villa am Bernsteinsee (1896), Fabrikantenvilla im Stil der Neorenaissance
- römisch-katholische Herz-Jesu-Kirche (1896), neugotisch
- Evangelische Stadtkirche (1905–1910), neugotischer Backsteinbau
- Parkanlage Binnengärten, genannt „Grüne Lunge“
- Kulturpalast Bitterfeld (1954), hier wurde 1959 der „Bitterfelder Weg“ verkündet; 2004 saniert, seit 2015 ungenutzt, aber ein neuer Besitzer wurde gefunden[20]
- erst künstlich, später durch Hochwasser gefluteter Tagebau „Goitzsche“ (genannt „Bernsteinsee“) mit dem Pegelturm und Wasserfront
- Berufsschulzentrum August von Parseval Bitterfeld-Wolfen (2000), zur Bauzeit größtes Niedrigenergiegebäude Deutschlands, Planung und Ausführung durch scholl architekten gmbh (Stuttgart)
- Hochgeschwindigkeits-Klothoidenweichen auf der Bahnstrecke Berlin–Halle, mit 330 km/h im geraden Gleis und 220 km/h im abzweigenden Gleis befahrbar, deutschlandweite technische Besonderheit
- Bitterfelder Bogen (2006), begehbare Großskulptur, Landmarke und Aussichtspunkt auf dem Bitterfelder Berg, gestaltet von dem deutschen Bildhauer Claus Bury

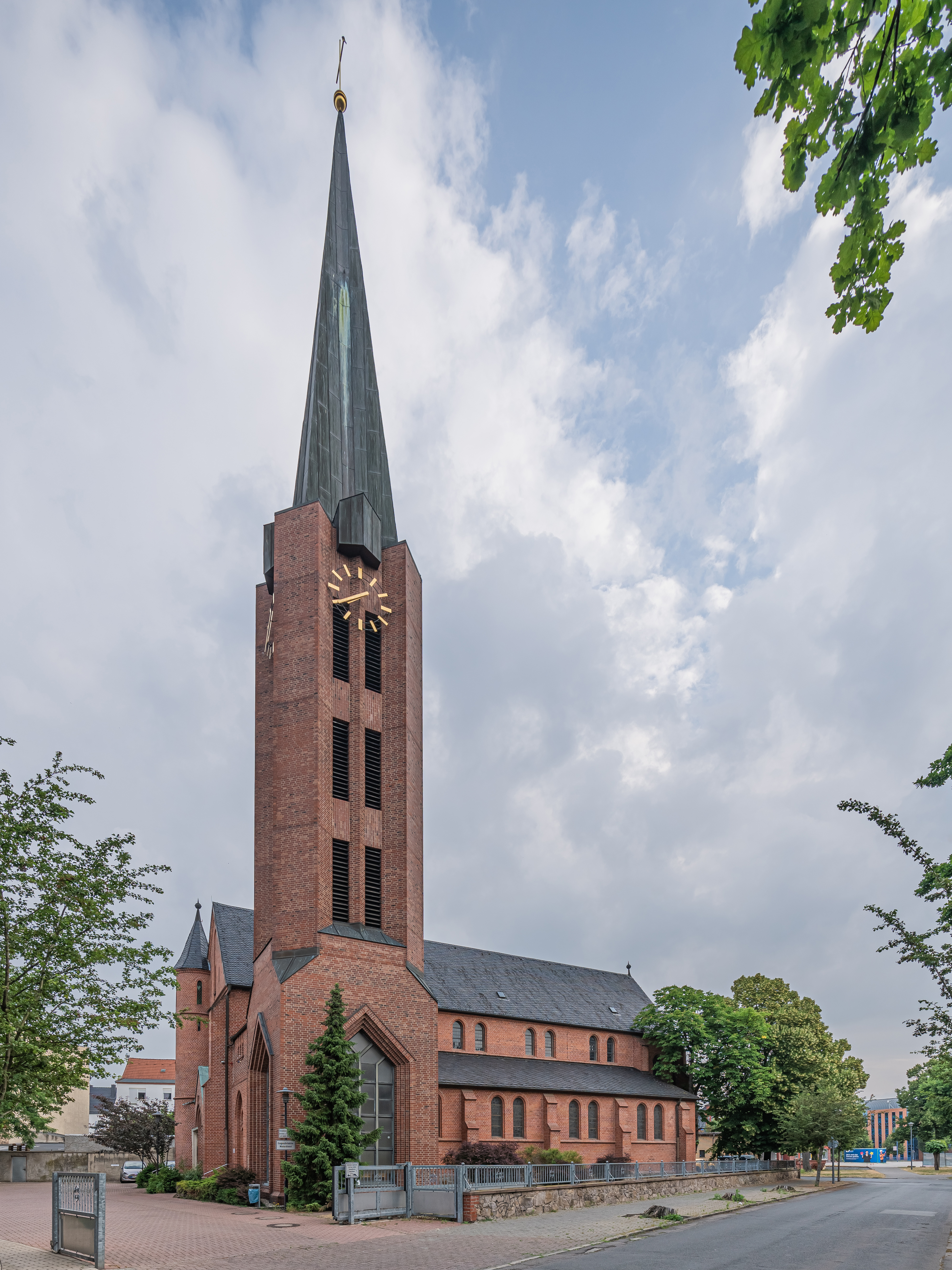
Katholische Kirche
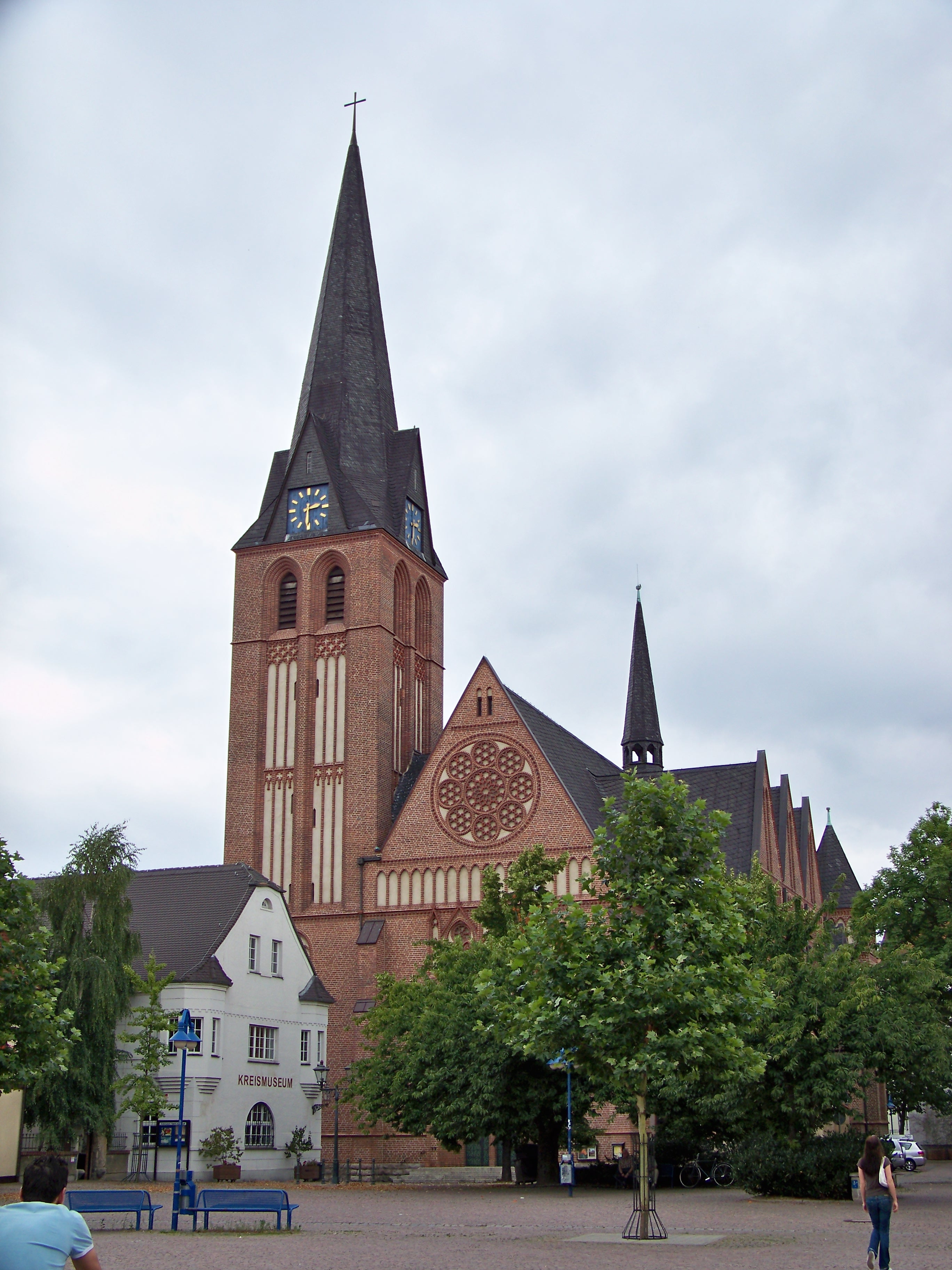
Evangelische Kirche
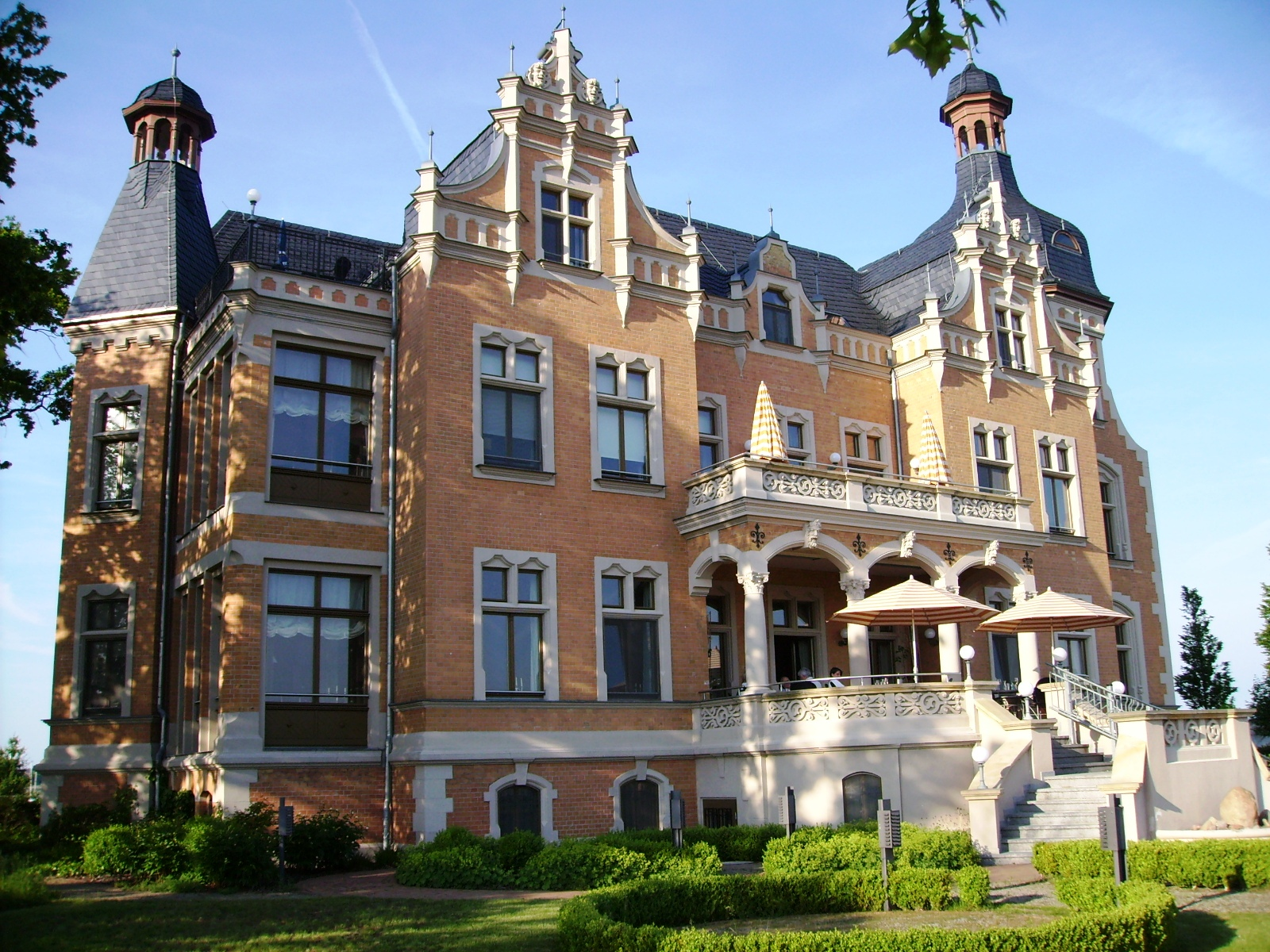
Villa am Bernsteinsee
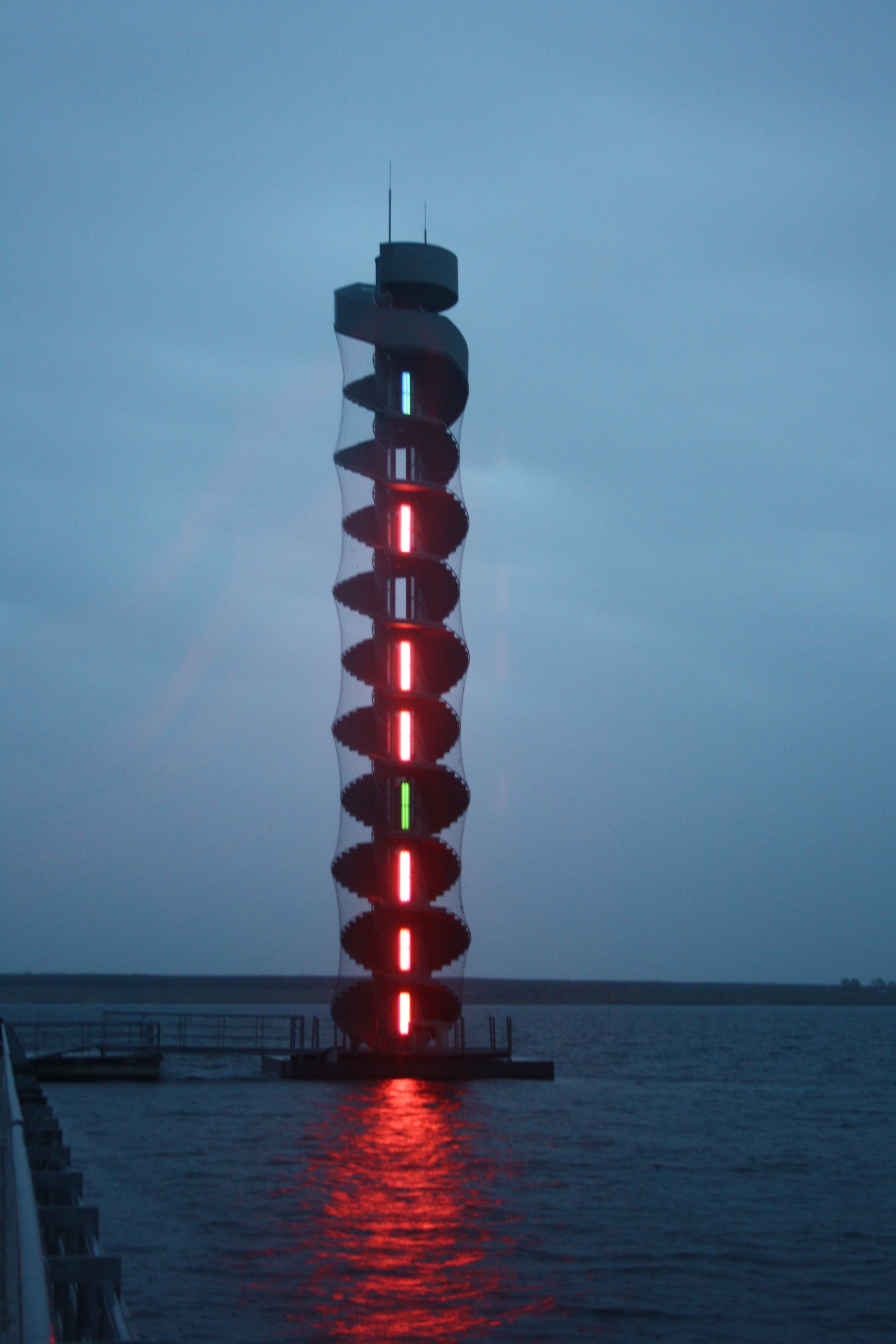
Pegelturm im Goitzschesee
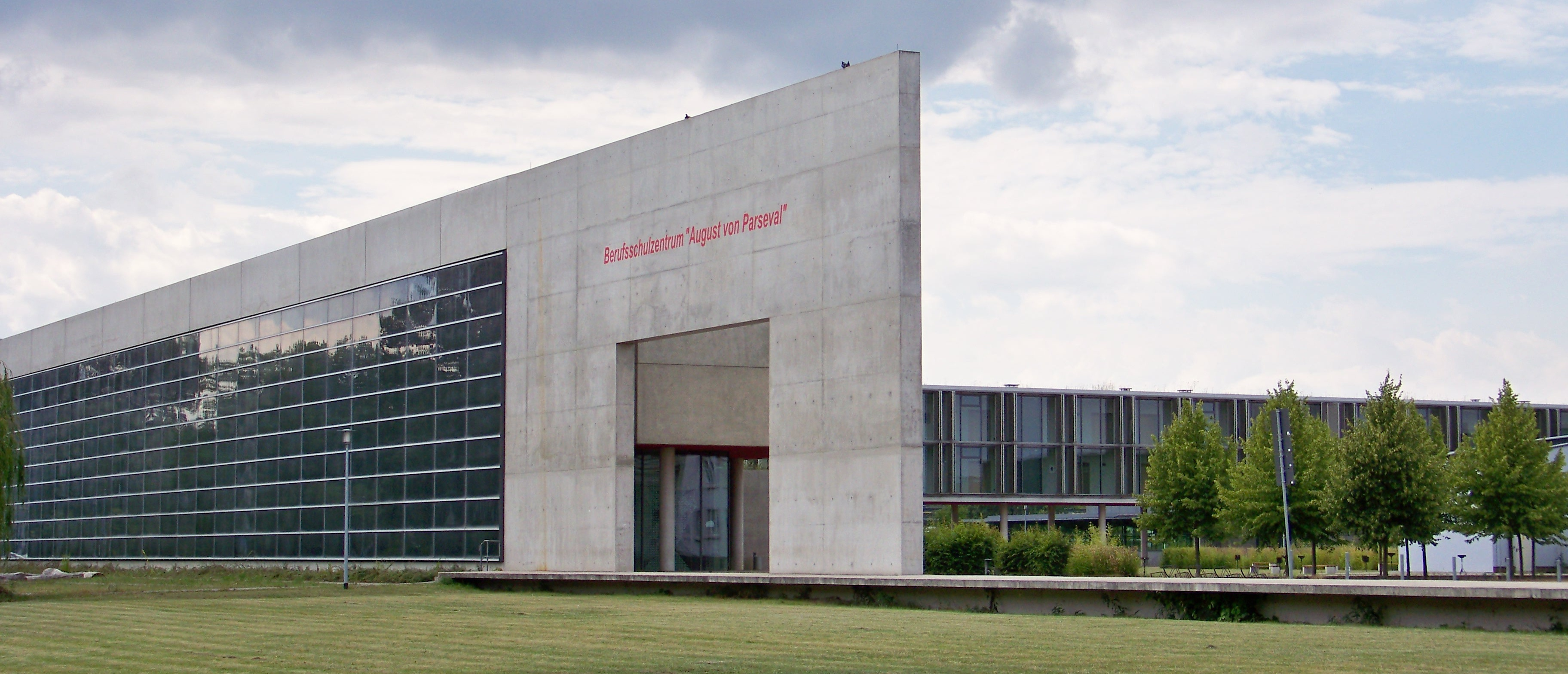
Berufsschulzentrum „August von Parseval“
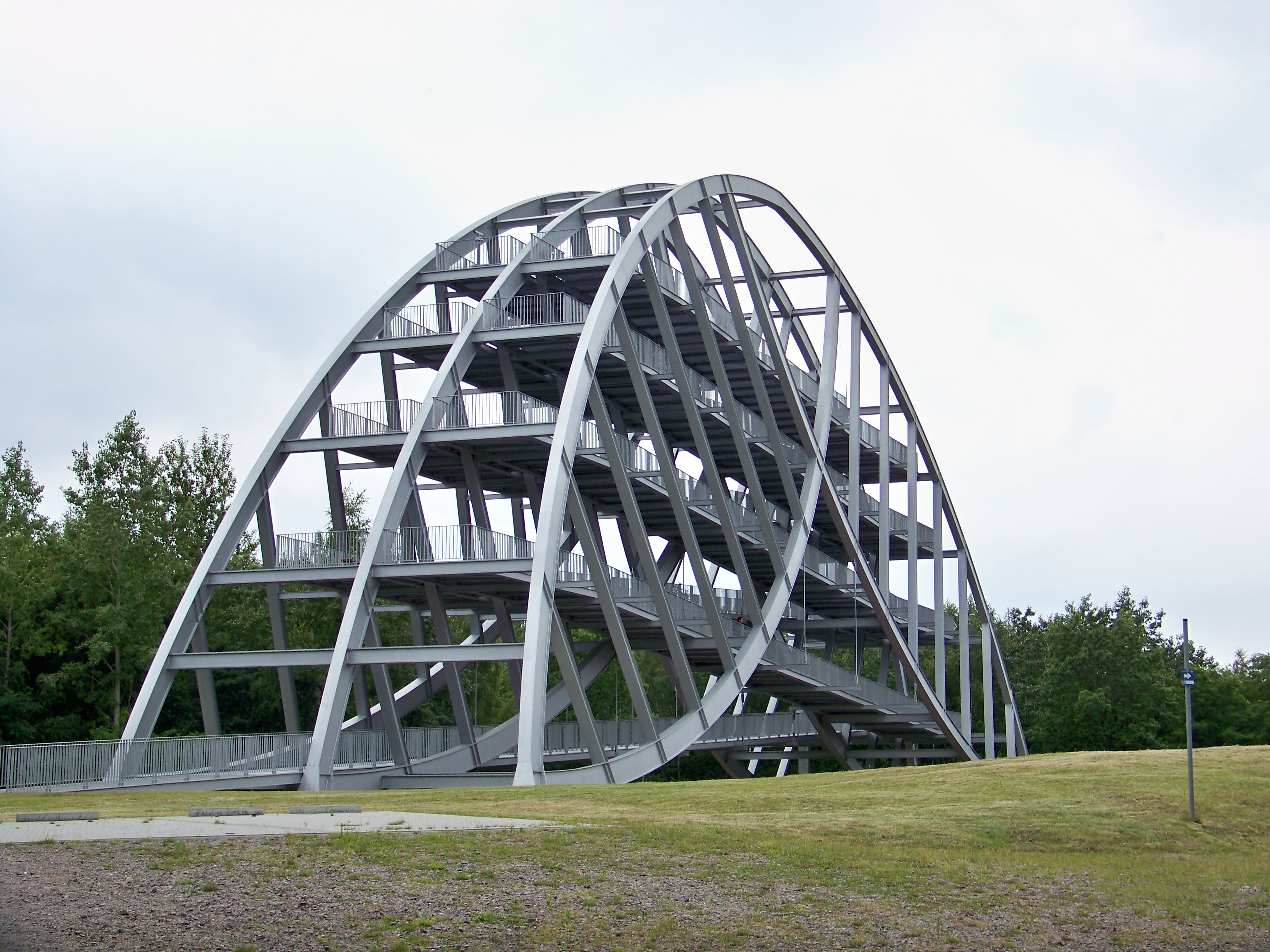
Bitterfelder Bogen

### Denkmale
- Ehrenmäler für die Gefallenen 1870/71 (Binnengärtenwiese) und 1914/18 (Binnengärten), nach 1945 abgerissen und überbaut
- Gedenktafel zur Erinnerung an die Märzkämpfe 1921 am marktseitigen Rathauseingang
- Gedenkstein (1962) auf einer Grünanlage in der Dessauer Straße zur Erinnerung an den kommunistischen Parteivorsitzenden Ernst Thälmann, der in Bitterfeld mehrmals als Redner im Rotfrontkämpferbund auftrat. Ein weiterer Stein und zwei Tafeln befinden sich auf dem Gelände der Concordia-Festsäle
- Gedenkstätte (1951) für die Opfer des Faschismus auf dem Neuen Friedhof Friedensstraße 43 mit den Massengräbern von 43 Zwangsarbeitern, sechs unbekannten KZ-Häftlingen eines Todesmarsches, eines polnischen Naziopfers sowie zweier deutscher Widerstandskämpfer gegen den Nationalsozialismus
- Sowjetisches Ehrenmal (1949) auf dem Neuen Friedhof für 60 Zwangsarbeiter, 60 Kriegsgefangene und 69 verstorbene Rotarmisten
- Gedenkstein (1950) im einstigen Chemiekombinat, Kreuzung B183/B184 („Säurekreuzung“), für sechs ermordete sowjetische Kriegsgefangene
- Gedenktafel (1950) an der Hauptwerkstatt des ehemaligen Kombinats zur Erinnerung an den Antifaschisten Paul Schiebel, der 1943 im Zuchthaus Brandenburg-Görden ermordet wurde
- Gedenktafel (1981) in der Dürener Straße (zur DDR-Zeit Richard-Stahn-Straße) zur Erinnerung an den 1938 im KZ Buchenwald ermordeten Kommunisten Richard Stahn, an den früher auch der Name einer Hilfsschule am Hahnstückenweg 4 erinnerte
- Gedenktafel (2003) am Bitterfelder Rathaus für Paul Othma (1905–1969), Streikführer vom 17. Juni 1953, der an den Folgen seiner elfeinhalbjährigen politischen Haft verstarb.[21]

### Museen
In dem 1839 in der Stadtmitte als Schulgebäude errichteten Kreismuseum befinden sich Dauerausstellungen zur Regionalgeschichte, Geologie, Biologie und Archäologie. Daneben ist eine Dauerausstellung der Ballonfahrt gewidmet, die in Bitterfeld auf eine 90-jährige Tradition zurückblicken kann. Im Keller ist eine ständige Ausstellung zum Bitterfelder Bernstein zu sehen, die die einzige deutsche, im Abbau befindliche Bernsteinlagerstätte nach dem Zweiten Weltkrieg beschreibt.

### Sport
Zweimal fand in Bitterfeld die FAI World Gas Balloon Championship, die Gasballonweltmeisterschaft, statt. 1996 gewann das deutsche Team um Thomas Fink und Copilot Rainer Hassold aus Augsburg mit dem Ballon GER 1. 2004 fand die letzte Gasballonweltmeisterschaft nach acht Jahren wieder in Bitterfeld statt. Wieder siegte ein deutsches Team.
Seit der Saison 2010/2011 ist Bitterfeld mit den BSW Sixers in der 2. Bundesliga Pro B im Basketball vertreten.
Seit 2023 spielen die Volleyball-Männer des VC Bitterfeld-Wolfen in der 1. Bundesliga.

## Wirtschaft und Infrastruktur

### Entwicklung

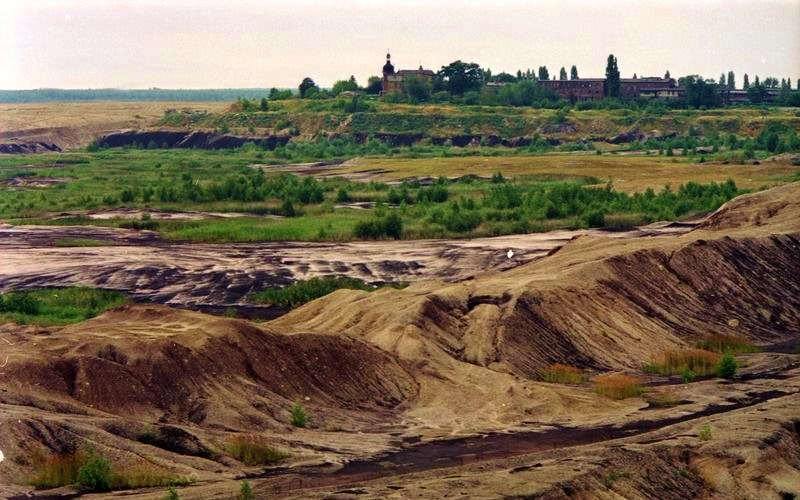
Tagebaurestlöcher in Bitterfeld, 1991

Mit Beginn des Braunkohletagebaus 1839 südlich von Bitterfeld nahm der Ort einen schnellen wirtschaftlichen Aufschwung. Die über den Kohlefeldern lagernden Tonschichten begünstigten ein schnelles Wachstum der Steinzeugindustrie, die neben der im Rheinland zu den wichtigsten des Deutschen Reiches gehörte. 1893 errichtete Walther Rathenau die Elektrochemischen Werke, denen noch im selben Jahr die Chemische Fabrik Griesheim als weiterer Betrieb der Elektrochemie folgt. Hiermit war der Grundstein für Bitterfeld als bedeutendster Ort der europäischen Chlorchemie gelegt. Ausschlaggebender Grund für die Ansiedlung waren die ausgiebigen und preiswerten Kohlevorkommen, die zur Herstellung von elektrischer Energie benötigt wurden. Die chemische Industrie expandierte enorm und gewann während des Ersten Weltkriegs zusätzlich an Bedeutung, als das rohstoffarme Deutschland gezwungen war, auf chemischem Wege gewonnene Ersatzprodukte zu schaffen. In Bitterfeld wurde 1915 eine der größten Aluminiumhütten errichtet, daneben entstanden Großkraftwerke. Auch der Braunkohletagebau erweiterte sich zusehends, was bis dahin vergleichsweise naturnahe Bereiche der Umgebung zerstörte. Mit Bildung der I.G. Farbenindustrie AG 1925 wurde Bitterfeld ab 1926 Sitz der I.G. Farben Betriebsgemeinschaft Mitteldeutschland. In den Folgejahren kamen die Braunkohlengruben in den Besitz der I.G. Farben.
Nach Kriegsende wurden die Betriebe 1946 in Sowjetische Aktiengesellschaften überführt, um als Volkseigene Betriebe der DDR übereignet zu werden. In Bitterfeld entstanden so der VEB Elektrochemisches Kombinat Bitterfeld (EKB), der 1969 in den VEB Chemiekombinat Bitterfeld (CKB) überging. Bitterfeld beherbergte mit dem VEB Industrie- und Kraftwerksrohrleitungsbau Bitterfeld (IKR) einen weiteren bedeutenden Betrieb der DDR-Wirtschaft. Die Betriebe der Steinzeugwerke wurden in den VEB Steinzeugwerke Bitterfeld überführt, der bis 1959 bestand. Ein weiteres bedeutendes Unternehmen war das Braunkohlenkombinat Bitterfeld (BKK), das neben den Tagebaubetrieben in der Region ein ausgedehntes Eisenbahnnetz zur Abfuhr der geförderten Braunkohle betrieb. Die Umweltprobleme, die die Bitterfelder Industrie aufgrund einer überalterten Ausstattung ohne Umweltschutzmaßnahmen verursachte, sind legendär. Plakativ, aber nicht ganz ohne Anlass wurde Bitterfeld daher als „schmutzigste Stadt Europas“ bezeichnet.
Nach der Wende erfolgte 1990 die großflächige Stilllegung von Industriebetrieben und das Ende des Braunkohlenbergbaus. Die Tagebaubrachen wurden größtenteils geflutet und mit erheblichen Fördermitteln renaturiert. Das Gelände der chemischen Industrie wurde privatisiert, und daraus hervorgegangene Betriebe führten zusammen mit Bayer, Heraeus, Akzo Nobel und Degussa die Tradition Bitterfelds als bedeutenden Chemiestandort fort. Im Bayer-Werk Bitterfeld werden zum Beispiel fast alle Aspirin-Tabletten für den europäischen Markt produziert. Als Standortvorteil erweist sich ein Stoffverbund, der über ein weitverzweigtes Rohrbrückensystem innerhalb des Chemieparks zwischen verschiedenen Anliegern, speziell im Bereich der Chlorchemie, durchgeführt wird. Die politischen, industriellen und wirtschaftlichen Entwicklungen führten zu einer Arbeitslosigkeit von über 20 Prozent, die mit Maßnahmen der Bundesagentur für Arbeit abgemildert wurde.
Die Gründung des Q-Cells-Konzerns mit seinen Töchterfirmen machte Bitterfeld-Wolfen und das angrenzende Thalheim zu einem Weltzentrum der Solarindustrie. Im sogenannten Solar Valley waren einst über 3000 Mitarbeiter beschäftigt. Wegen der zunehmenden Konkurrenz aus Asien meldeten Q-Cells mit der Tochterfirma Solibro und Sovello 2012 Insolvenz an. Solibro war bis Ende 2015 Teil der chinesischen Hanergy Holding Group. Bei Hanergy verblieben die Solibro Hi-Tech GmbH und Solibro Research AB. Q-Cells wurde an den südkoreanischen Konzern Hanwha verkauft. Für Sovello wurde kein Investor gefunden und die Bildung einer Transfergesellschaft für die Mitarbeiter scheiterte.

### Unternehmen
Folgende Unternehmen (Auswahl) sind im 2001 entstandenen Chemiepark Bitterfeld-Wolfen angesiedelt, der sich auch über die Ortsteile Wolfen, Thalheim und Greppin erstreckt:
Akzo Nobel Chemicals GmbH, Bayer Bitterfeld GmbH, Degussa AG, Dow Wolff Cellulosics, Heraeus Tenevo AG / Heraeus Quarzglas GmbH & Co. KG, Lanxess Deutschland GmbH, Linde AG Geschäftsbereich Linde Gas, Q-Cells SE (heute Global PVQ SE) und Solibro GmbH.

### Verkehr
Anschluss an ein reguläres Wegenetz erhielt der Kreis Bitterfeld 1823 mit Anbindung an die Chaussee von Berlin über Halle nach Kassel. Ihr Verlauf entspricht auf Kreisgebiet dem der heutigen Bundesstraße 100.

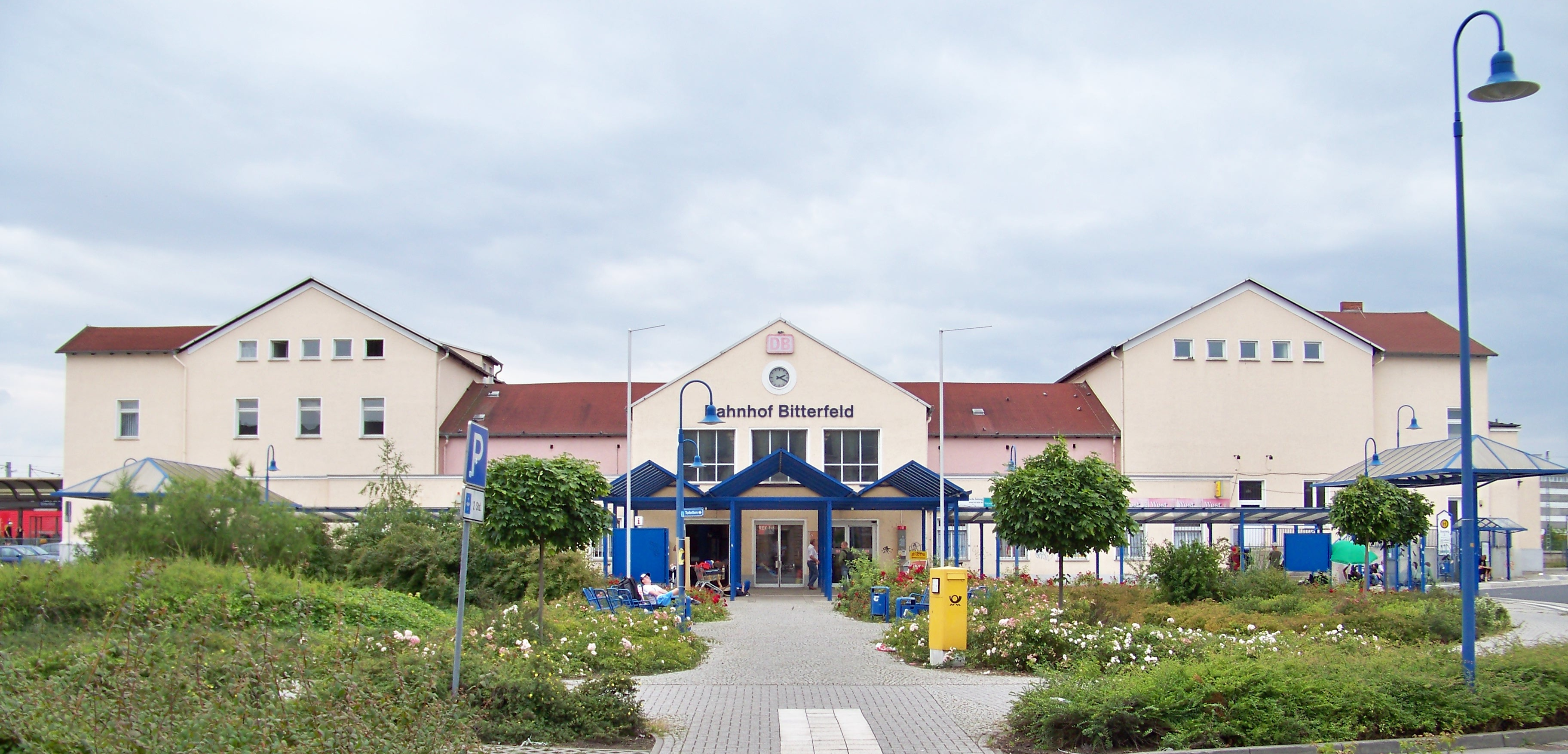
Bahnhof Bitterfeld

Die im Jahr 1840 eröffnete Bahnstrecke Magdeburg–Halle (Saale)–Leipzig schloss den Kreis Bitterfeld an das noch junge deutsche Bahnnetz an. Allerdings war der Nutzen gering, da die Linie nur den westlichen Teil des Kreises berührte. Die Situation verbesserte sich, als Bitterfeld 1857 eine Bahnverbindung nach  Dessau erhielt und an das Netz der Berlin-Anhaltischen Eisenbahn-Gesellschaft angeschlossen wurde. Bereits zwei Jahre später entstanden Verbindungen nach Leipzig, Halle und Wittenberg. Bitterfeld wurde damit 1859 zu einem Bahnknoten und hatte eine hervorragende Ausgangslage für die Entwicklung der einheimischen Braunkohlen- und Steinzeugindustrie. Ergänzt wurde das Bahnnetz 1897 mit der Strecke Bitterfeld–Stumsdorf, die den Bahnknoten Bitterfeld direkt mit der Strecke Magdeburg–Halle verband.
1868 wurde die Kreischaussee Bitterfeld–Zörbig eröffnet. Im Jahre 1906 wurde eine Kommission zur Vorbereitung des Baus einer Bahnstrecke von Bitterfeld nach Eilenburg gegründet. Aufgrund des wenig später ausgebrochenen Ersten Weltkriegs wurden die Pläne dafür jedoch wieder verworfen.
Bitterfeld war ein Ausgangspunkt des elektrischen Zugverkehrs in Deutschland. 1911 nahm die erste elektrifizierte normalspurige Vollbahnstrecke des deutschen Reiches ihren Betrieb zwischen Bitterfeld und Dessau auf. Mit dem nahegelegenen Bahnkraftwerk Muldenstein entstand 1912 das erste bahneigene Kraftwerk zur Bereitstellung des benötigten Bahnstroms. Mit Beginn des Ersten Weltkriegs wurde der elektrische Betrieb eingestellt und erst 1921/1922 wieder aufgenommen.
Die Reichsautobahn von Berlin nach Nürnberg (die heutige A 9) berührt den Kreis und wurde 1938 eröffnet. Im ehemaligen Landkreis Bitterfeld gibt es drei Auffahrten zur A 9: Dessau-Süd, Bitterfeld-Wolfen und Brehna. Durch das Stadtgebiet verlaufen die Bundesstraßen 100 (Halle/Saale–Bitterfeld-Wolfen–Lutherstadt Wittenberg), 183 (Köthen–Bitterfeld-Wolfen–Torgau–Bad Liebenwerda) und 184 (Magdeburg–Zerbst–Dessau–Bitterfeld-Wolfen–Leipzig).
Der Bahnhof Bitterfeld ist Fernverkehrshalt der Intercity-Express-Linie Hamburg–Berlin–Halle–Erfurt–München. Im Regionalverkehr besteht durch einen stündlich verkehrenden Regional-Express Anschluss nach Leipzig, Dessau und Magdeburg. Seit Dezember 2013 ist Bitterfeld an das Netz der S-Bahn Mitteldeutschland angeschlossen. Bitterfeld ist Umsteigepunkt für die Linien S2 und S8. Nach Halle sowie Leipzig besteht wochentags ein 30-Minuten-Takt. In Richtung Dessau und Lutherstadt Wittenberg besteht ein 60-Minuten-Takt, wobei sich hier die Linien S2 und S8 in beide Richtungen abwechseln.
Die Bahnstrecke nach Stumsdorf wird nur noch im Güterverkehr bedient, den Personennahverkehr stellt die Buslinie 440 der Vetter Verkehrsbetriebe, über Sandersdorf und Zörbig, sicher.

## Persönlichkeiten

### Söhne und Töchter Bitterfelds
- Gottfried Reuter (1585–1634), Rechtswissenschaftler
- Michael Schneider (1612–1639), Philosoph
- Konrad Viktor Schneider (1614–1680), Mediziner
- Johann Ernst Altenburg (1734–1801), Trompeter und Organist
- Adolf Hilmar von Leipziger (1825–1891), Oberpräsident von Westpreußen
- Alwin Atenstädt (1827–1908), Kreiswundarzt, Geheimer Sanitätsrat und Kreisphysikus, erster Leiter des Kreiskrankenhauses Bitterfeld
- Alexander Reinhold Bohnstedt (1839–1903), Pädagoge und Botaniker in Luckau
- Ida von Zedlitz-Neukirch (1839–1902), Schauspielerin und Theaterdirektorin
- Wilhelm Trautmann (1846–1903), Jurist, Politiker und Mitglied des deutschen Reichstags
- Emil Obst (* 14. Juni 1853; † 24. Januar 1929) machte sich seit 1876 als Heimatforscher der Region Bitterfeld in außerordentlicher Weise verdient. Seine Sammlung war der Grundstock des von ihm 1892 gegründeten Stadtmuseums. Bis zu seinem Tode war er unermüdlich als Chronist und Heimatforscher tätig, auf seinen Forschungsergebnissen baut die Heimatgeschichte der Gegenwart auf.
- Friedrich Wilhelm Thon (* 25. April 1859; † 7. Mai 1932) Thon war Schriftsteller und veröffentlichte unter dem Pseudonym Fritz Erdner zahlreiche Werke. Er studierte Deutsch und klassische Sprachen. Nach seiner Promotion 1888 kam er als Lehrer nach Bitterfeld. Sein umfangreicher Nachlass befindet sich heute im Stadtarchiv Bitterfeld.
- Arno Werner (1865–1955), Lehrer, Organist und Musikhistoriker
- Sella Hasse (1878–1963), Malerin und Grafikerin
- Paul Zeidler (1885–1964), Schauspieler und Hörspielsprecher
- Kurt Riedel (1890–1948), Arzt in Ostpreußen
- Rudolf Allmann (1901–1991), Lehrer, Heimatforscher, Bodendenkmalpfleger
- Rolf Habild (1904–1970), von 1933 bis 1945 Landrat in Bitterfeld
- Hans Werner Schmidt (1904–1991), Kunsthistoriker, Museumsleiter in Braunschweig
- Otto Beßler (1909–1972), Pharmazeut
- Elly Strassburger (1910–1988), Zirkusartistin und Zirkusdirektorin
- Erwin Ding-Schuler (1912–1945), SS-Sturmbannführer und erster Lagerarzt des KZ Buchenwald
- Adolf Drescher (1921–1967), Pianist
- Bernhard Franke (1922–2004), Maler und Grafiker
- Jochen Seidel (1924–1971), Maler und Grafiker
- Franz Klepacz (1926–2017), Fußballspieler
- Paul Brand (* 1931), Chemiker, Mineraloge und Hochschullehrer
- Nikolaus Cybinski (1936–2023), Aphoristiker
- Lutz Zülicke (* 1936), theoretischer Chemiker
- Günther Hornig (1937–2016), Maler, Grafiker und Objektkünstler
- Elmar Rauch (* 1937), promovierter Rechtsanwalt in Berlin
- Gunter Herrmann (1938–2019), Maler, Grafiker und Restaurator
- Joachim Müller (1938–2025), Historiker
- Heinz-Jürgen Voß (1938–2003), Mathematiker und Hochschullehrer
- Rudi Czaja (1939–2001), Landtagsabgeordneter (DVU)
- Sabine Pettke (1939–2022), evangelische Theologin
- Hartmut Weule (* 1940), Verfahrensingenieur
- Ingrid Wenz-Gahler (* 1946), Innenarchitektin und Fachautorin
- Hans Zimmermann (1948–2015), Bauleiter, Umweltaktivist (im Juni 1988 Mitarbeit am Kontraste-Beitrag Bitteres aus Bitterfeld)
- C. Bernd Sucher (* 1949), Theaterkritiker und Autor
- Eugen Blume (* 1951), Kunsthistoriker und Kurator
- Ilse Zelle, geborene Knaake (* 1951), Lehrerin und Autorin
- Peter Rasym (* 1953), Musiker, ehemaliger Bassist der Puhdys
- Margret Wendt (* 1955), Politiker (AfD)
- Bettina Fortunato (* 1957), Politikerin (Linke)
- Matthias Hermann (* 1958), Schriftsteller
- Chris Böhm (* 1983), BMX-Athlet und -Freestyler, Entertainer und Rekordhalter im Guinnessbuch der Weltrekorde

### Andere Persönlichkeiten
- August von Parseval (1861–1942): Seine von ihm entwickelten Prallluftschiffe wurden teilweise in Bitterfeld gebaut. 1907 entstand hier eine Luftschiffwerft. Parseval war Ehrenmitglied des 1909 gegründeten „Verein für Luftschiffahrt von Bitterfeld und Umgegend“. 1910 wurde die dort verlaufende Parsevalstraße nach ihm benannt. An der Parsevalstraße befindet sich das in den Jahren 1998 bis 2000 neugebaute Berufsschulzentrum. Dem Berufsschulzentrum wurde im gleichen Jahr der Ehrenname „August von Parseval“ in einer Festveranstaltung verliehen.
- Walther Rathenau (1867–1922): Er brachte durch die Ansiedlung der Elektrochemischen Werke im Auftrag der Allgemeinen Elektrizitäts-Gesellschaft (AEG) 1893 die chemische Industrie nach Bitterfeld und begründete somit den Aufstieg der Region zum Industriezentrum.
- Paul Othma (1905–1969): Elektriker, Sprecher des Streikkomitees vom 17. Juni 1953,[29] verurteilt zu 12 Jahren Zuchthaus.[30]
- Manfred Sult (1934–2016): Baptistenpastor und von 1981 bis 1991 Präsident des Bundes Evangelisch-Freikirchlicher Gemeinden in der DDR.
- Klaus Staeck (* 1938): Grafiker und Jurist sowie Präsident der Akademie der Künste, wuchs in Bitterfeld auf und erlebte hier den 17. Juni 1953.[31]
- Dietrich Bräutigam (* 1972): Kirchenmusiker und Chorleiter, wirkte von 2001 bis 2011 an der Evangelischen Stadtkirche.[32]

### Bürgermeister
Der Rat der Stadt bestand aus dem Bürgermeister und bis zu drei Ratsfreunden. Sie alle wurden jährlich neu gewählt, sodass jeder von ihnen im Abstand von drei Jahren mindestens einmal den Vorsitz des Rates ausübte.
- 1473 Dictus Poyde
- 1556 Moritz Poyda († 1560)
- ab 1558 im Wechsel: Moritz Poyda († 1560), Nicolaus (oder Nickel) Harding († 1576), Hermannus Bartholdus († 1589), Hans Quale († 1593) und Wenzel Haynn († 1631)
- 1591, 1594, 1597 Conradus Reuter († 1626)
- 1596 Paul Reuter

Bürgermeister des 17. bis in das 18. Jahrhundert hinein sind bis auf einen Valentin Becker, der 1661 starb, nicht bekannt.
- 1727 bis 1731 Johann Christoph Schildhauer (* 1666; † 1745)
- bis 1816 Johann Christian Friedrich Schmiedt, Johann Gottfried Barth, Johann Gottlieb Ander
- 1831 bis 1837 Friedrich Gottlieb Viole (* 1796; † 1837)
- 1837 bis 1846 Johann Gottlieb Ullrich (* 1809; † 1889)[33]
- 1846 bis 1848 Johann Friedrich Liepe (für geisteskrank erklärt)
- 1848 Franz Hellwig (Wahl nicht angenommen)
- 1848 bis 1850 Heinrich August Atenstaedt († 1850) (Interim)
- 1850 bis 1851 Johann Friedrich Liepe (anscheinend wieder gesundet)
- 1851 bis 1863 Gottlieb Meuche
- 1863 bis 1873 Gustav Frischbier
- 1873 bis 1890 Robert Sommer († 18. Juni 1890)
- 1890 bis 1914 Hugo Hermann Adalbert Dippe (* 3. Juni 1853; † 4. Juni 1916)
- 1915 bis 1927 Ernst Albert Hermann Schmidt (Wahl bereits 1914, durch Kriegsdienst Antritt verschoben)
- 1927 bis 1939 Arthur Erdmann Ebermann
- 1939 bis 1945 Ehrhard Johann Martin Nimz
- 1943 bis 1945 Walter Stieb (Interim)
- 26. April 1945 bis 30. August 1945 Gustav Dietrich (Abwahl durch sowjetischen Stadtkommandanten) (* 1877 † 1972)
- September 1945 bis 1946 Bernhard Moder
- 1946 bis 1949 Ernst Rettel
- 1949 bis 1950 Karl Salbach
- 1950 bis 1953 Heinz-Rudolf Strauch
- 1953 bis 1959 Wolfgang Stille
- 1959 bis 1971 Else Petruschka
- 1971 bis 1979 Max Dittbrenner
- 1979 bis 1982 Karlheinz Sohr
- 1982 bis 1990 Klaus Barth
- 1990 bis 1994 Edelgard Kauf
- 1994 bis 2007 Werner Rauball

Ortsbürgermeister ab 2007:
- 2007 bis 2009 Horst Tischer († 2025)
- ab 2010 Joachim Gülland

### Ehrenbürger
- Eugen Gustav Goltz, Stadtverordneter, Ehrenbürgerwürde am 2. Januar 1896
- Heinrich August Piltz, Stadtverordneter und Industrieller, Ehrenbürgerwürde 1902
- Albert Richter, Kaufmann und Stadtrat, Ehrenbürgerwürde 1924
- Adolf Hitler (Reichskanzler) und Reichspräsident Paul von Hindenburg (ehemaliger Reichspräsident) ab 1933 (auf Beschluss der Stadtverordnetenversammlung der Stadt Bitterfeld am 16. August 1990 auch formal aberkannt)
- Lothar Hentschel (* 19. Februar 1930; † 18. Januar 1999), Bürgermeister der Partnerstadt Marl, Ehrenbürgerwürde 1996
- Ernst Thronicke (* 6. September 1920; † 28. Oktober 2007), Zeichenlehrer und Maler, Ehrenbürgerwürde 1998

Da ein verliehenes Ehrenbürgerrecht und die Ehrenbezeichnung mit dem Tode der geehrten Person erlöschen, hat Bitterfeld keinen Ehrenbürger mehr – zumal die Kommune 2007 Teil von Bitterfeld-Wolfen wurde.

## Filme
- Bitteres aus Bitterfeld, 30 Minuten, Beitrag im ARD-Magazin Kontraste vom 27. September 1988 von Rainer Hällfritzsch, Ulrike Hemberger und Margit Miosga unter Mitarbeit von Hans Zimmermann aus Bitterfeld und Ulrich Neumann aus Ost-Berlin vom Grün-ökologischen Netzwerk Arche Umweltaktivist Hans Zimmermann erinnert sich im Gespräch mit Hellmuth Frauendorfer, mdr-Magazin Fakt vom 12. April 2010
- Dokumentarfilm: Das war Bitteres aus Bitterfeld, 45 Minuten, von Rainer Hällfritzsch, Ulrike Hemberger und Margit Miosga, WIM e. V. Berlin, in Koproduktion mit dem MDR, 2005 Hintergründe zum Film (Der Film rekonstruiert, wie es möglich war, trotz der Präsenz von 18 000 Stasi-Mitarbeitern in der Region unentdeckt die Aufnahmen zu machen, sie in den Westen zu schmuggeln und dort als Magazinbeitrag im ARD-Magazin Kontraste unterzubringen.)
- Bitterfeld ist der Herkunfts- und Abfahrtsort der hauptdarstellende Familie im Roadmovie Go Trabbi go, die Sachsen kommen (1991). Bitterfeld wird mehrfach erwähnt.
- Bitterfeld, 1992 von Matthias Knauer, Drehbuch und Regie (2001)